# Olibrus bisignatus
Olibrus bisignatus là một loài bọ cánh cứng trong họ Phalacridae. Loài này được Ménétries miêu tả khoa học năm 1849.